# Saint-Didier-en-Donjon
 Saint-Didier-en-Donjon  là một xã ở tỉnh Allier thuộc miền trung nước Pháp.